# Espectrometría de resonancia ciclotrónica por transformada de Fourier
La espectrometría de masas por resonancia de ciclotrón iónica por transformada de Fourier (FT-ICR por sus siglas en inglés) es un tipo de analizador de masas (o espectrómetro de masas) para determinar la relación masa-carga (m/z) de iones en función de la frecuencia de ciclotrón de los iones en un campo magnético fijo. Los iones están atrapados en una trampa Penning (un campo magnético con placas de captura eléctricas), donde son excitados (en sus frecuencias de ciclotrón resonantes) a un radio de ciclotrón más grande por un campo eléctrico oscilante ortogonal al campo magnético. Después de que se elimina el campo de excitación, los iones giran en su frecuencia de ciclotrón en fase (como un "paquete" de iones). Estos iones inducen una carga (detectada como una corriente de imagen) en un par de electrodos a medida que los paquetes de iones pasan cerca de ellos. La señal resultante se llama decadencia de inducción libre (FID), transitoria o interferograma que consiste en una superposición de ondas sinusoidales. La señal útil se extrae de estos datos realizando una transformación de Fourier para dar un espectro de masas.

## Historia
La FT-ICR fue inventado por Melvin B. Comisarow y Alan G. Marshall en la Universidad de Columbia Británica. El primer artículo apareció en Chemical Physics Letters en 1974. La inspiración fue desarrollos anteriores en ICR convencional y espectroscopía de resonancia magnética nuclear con transformada de Fourier (FT-NMR). Marshall ha seguido desarrollando la técnica en The Ohio State University y Florida State University.

## Teoría

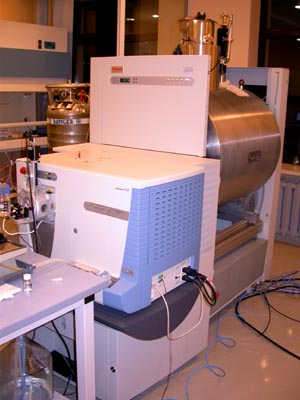
Trampa de iones lineal: espectrómetro de masas por resonancia de ciclotrón de iones de transformación de Fourier (faltan paneles alrededor del imán)

La física del FTICR es similar a la de un ciclotrón al menos en la primera aproximación.
En la forma idealizada más simple, la relación entre la frecuencia del ciclotrón y la relación masa-carga está dada por
{\displaystyle f={\frac {qB}{2\pi m}},}
donde
f = frecuencia del ciclotrón,
q = carga de iones,
B = intensidad del campo magnético y
m = masa de iones.
Esto se representa más a menudo en frecuencia angular:
{\displaystyle \omega _{\text{c}}={\frac {qB}{m}},}
donde {\displaystyle \omega _{\text{c}}} es la frecuencia angular del ciclotrón, que está relacionada con la frecuencia según la definición {\displaystyle f={\frac {\omega }{2\pi }}} .
Debido al campo eléctrico cuadrupolar utilizado para atrapar los iones en la dirección axial, esta relación es solo aproximada. El atrapamiento eléctrico axial da como resultado oscilaciones axiales dentro de la trampa con la frecuencia (angular)
{\displaystyle \omega _{\text{t}}={\sqrt {\frac {q\alpha }{m}}},}
dónde {\displaystyle \alpha } es una constante similar a la constante de resorte de un oscilador armónico y depende del voltaje aplicado, las dimensiones de la trampa y la geometría de la trampa.
El campo eléctrico y el movimiento armónico axial resultante reduce la frecuencia del ciclotrón e introduce un segundo movimiento radial llamado movimiento de magnetrón que ocurre en la frecuencia de magnetrón. El movimiento del ciclotrón sigue siendo la frecuencia que se usa, pero la relación anterior no es exacta debido a este fenómeno. Las frecuencias angulares naturales de movimiento son
{\displaystyle \omega _{\pm }={\frac {\omega _{\text{c}}}{2}}\pm {\sqrt {\left({\frac {\omega _{\text{c}}}{2}}\right)^{2}-{\frac {\omega _{\text{t}}^{2}}{2}}}},}
donde {\displaystyle \omega _{\text{t}}} es la frecuencia de atrapamiento axial debido al atrapamiento eléctrico axial y {\displaystyle \omega _{+}} es la frecuencia reducida de ciclotrón (angular) y {\displaystyle \omega _{-}} es la frecuencia del magnetrón (angular). De nuevo, {\displaystyle \omega _{+}} es lo que generalmente se mide en el FTICR. El significado de esta ecuación se puede entender cualitativamente considerando el caso donde {\displaystyle \omega _{\text{t}}} es pequeño, lo cual es generalmente cierto. En ese caso, el valor del radical es ligeramente menor que {\displaystyle \omega _{\text{c}}/2} y el valor de {\displaystyle \omega _{+}} es un poco menos que {\displaystyle \omega _{\text{c}}} (la frecuencia del ciclotrón se ha reducido ligeramente) por {\displaystyle \omega _{-}}. El valor del radical es el mismo (ligeramente menor que {\displaystyle \omega _{\text{c}}/2} ), pero se está restando de {\displaystyle \omega _{\text{c}}/2}, lo que resulta en un pequeño número igual a {\displaystyle \omega _{\text{c}}-\omega _{+}} (es decir, la cantidad por la que se redujo la frecuencia del ciclotrón).

## Instrumentación
El FTICR-MS difiere significativamente de otras técnicas de espectrometría de masas en que los iones no se detectan golpeando un detector como un multiplicador de electrones, sino solo pasando cerca de las placas de detección. Además, las masas no se resuelven en el espacio o el tiempo como con otras técnicas, sino solo por la frecuencia de resonancia ciclotrón iónico (rotacional) del que produce cada ion a medida que gira en un campo magnético. Por lo tanto, los diferentes iones no se detectan en diferentes lugares como con los instrumentos sectoriales o en diferentes momentos como con los instrumentos de tiempo de vuelo, pero todos los iones se detectan simultáneamente durante el intervalo de detección. Esto proporciona un aumento en la relación señal/ruido observada debido a los principios de la ventaja de Fellgett. En FTICR-MS, la resolución se puede mejorar aumentando la fuerza del imán (en teslas) o aumentando la duración de la detección.

### Celdas

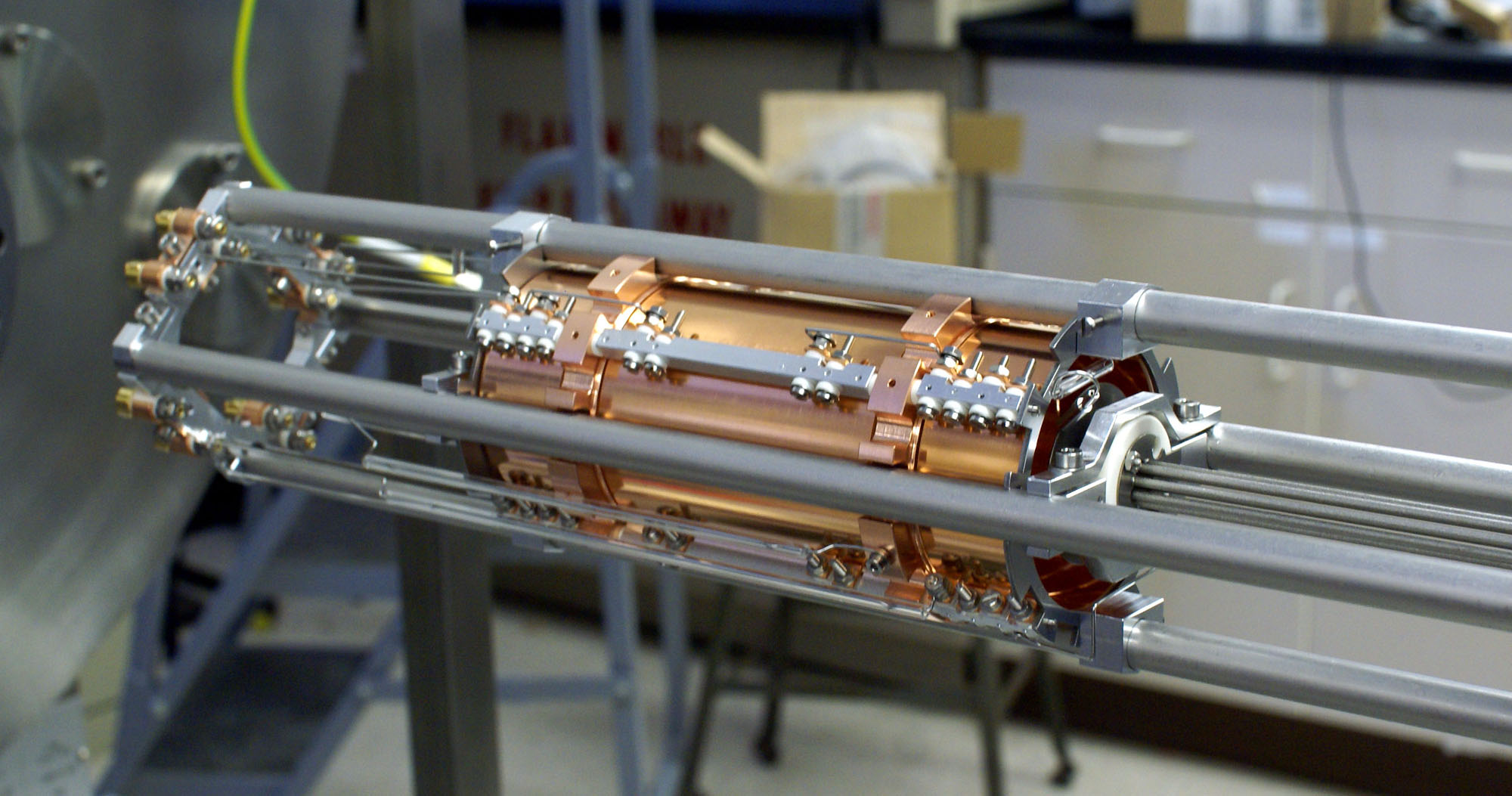
Una célula cilíndrica ICR. Las paredes de la celda están hechas de cobre, y los iones ingresan a la celda desde la derecha, transmitidos por las guías de iones de octopolo.

Una revisión de diferentes geometrías de celdas con sus configuraciones eléctricas específicas está disponible en la literatura. Sin embargo, las celdas ICR pueden pertenecer a una de las siguientes dos categorías: celdas cerradas o celdas abiertas.
Se fabricaron varias celdas ICR cerradas con diferentes geometrías y se caracterizó su rendimiento. Las rejillas se usaron como tapas finales para aplicar un campo eléctrico axial para atrapar iones axialmente (paralelo a las líneas del campo magnético). Los iones pueden generarse dentro de la célula o pueden inyectarse a la célula desde una fuente de ionización externa. Las células ICR anidadas con doble par de cuadrículas también se fabricaron para atrapar iones positivos y negativos simultáneamente.
La geometría de celda abierta más común es un cilindro, que se segmenta axialmente para producir electrodos en forma de anillo. El electrodo de anillo central se usa comúnmente para aplicar campo eléctrico de excitación radial y detección. Se aplica voltaje eléctrico de CC en los electrodos del anillo terminal para atrapar iones a lo largo de las líneas del campo magnético. También se han diseñado celdas cilíndricas abiertas con electrodos de anillo de diferentes diámetros. Probaron no solo ser capaces de atrapar y detectar ambas polaridades de iones simultáneamente, sino que también lograron separar radialmente los iones positivos de los negativos. Esto presentó una gran discriminación en la aceleración de iones cinéticos entre iones positivos y negativos atrapados simultáneamente dentro de la nueva célula. Recientemente se escribieron varios esquemas de aceleración axial de iones para estudios de colisión de iones-iones.

### Transformada de Fourier inversa de forma de onda almacenada
La transformada de Fourier inversa de forma de onda almacenada (SWIFT) es un método para la creación de formas de onda de excitación para FTMS. La forma de onda de excitación en el dominio del tiempo se forma a partir de la transformada inversa de Fourier del espectro de excitación del dominio de frecuencia apropiado, que se elige para excitar las frecuencias de resonancia de los iones seleccionados. El procedimiento SWIFT puede usarse para seleccionar iones para experimentos de espectrometría de masas en tándem.

## Aplicaciones
La espectrometría de masas por resonancia de ciclotrón iónico por transformada de Fourier (FTICR) es una técnica de alta resolución que se puede utilizar para determinar masas con alta precisión. Muchas aplicaciones de FTICR-MS utilizan esta precisión de masa para ayudar a determinar la composición de moléculas basadas en una masa precisa. Esto es posible debido al defecto de masa de los elementos. El FTICR-MS es capaz de lograr mayores niveles de precisión de la masa que otras formas de espectrómetro de masas, en parte, porque un imán superconductor es mucho más estable que la radiofrecuencia de tensión (RF). Otro lugar en el que FTICR-MS es útil es en el manejo de mezclas complejas, como la biomasa o los productos de licuefacción de desechos, ya que la resolución (ancho de pico) permite las señales de dos iones con una masa a carga similar relaciones (m/z) que se detectarán como iones distintos. Esta alta resolución también es útil para estudiar macromoléculas grandes, como proteínas con múltiples cargas, que pueden producirse por ionización por electropulverización. Por ejemplo, se ha informado el nivel de detección de dos péptidos en el attomol. Estas moléculas grandes contienen una distribución de isótopos que producen una serie de picos isotópicos. Debido a que los picos isotópicos están cerca uno del otro en el eje m / z, debido a las múltiples cargas, el alto poder de resolución del FTICR es extremadamente útil. El FTICR-MS también es muy útil en otros estudios de proteómica. Alcanza una resolución excepcional tanto en proteómica de arriba hacia abajo como de abajo hacia arriba. La disociación de captura de electrones (ECD), la disociación inducida por colisión (CID) y la disociación multiphoton infrarroja (IRMPD) se utilizan para producir espectros de fragmentos en experimentos de espectrometría de masas en tándem. Aunque el CID y el IRMPD usan excitación vibracional para disociar aún más los péptidos al romper los enlaces de amida del esqueleto, que generalmente son bajos en energía y débiles, el CID y el IRMPD también pueden causar la disociación de las modificaciones postraduccionales. El ECD, por otro lado, permite preservar modificaciones específicas. Esto es bastante útil para analizar estados de fosforilación, glicosilación ligada a O o N, y sulfuración.